# Barjas
Barjas ist eine Gemeinde mit 145 Einwohnern (Stand: 2024) im nordwestlichen Zentral-Spanien in der Provinz León in der Autonomen Gemeinschaft Kastilien-León. Die Gemeinde besteht neben dem Hauptort Barjas aus den Ortschaften Albaredos, Barrosas, Busmayor, Campo de Liebre, Corporales, Corrales, Cruces, Guimil, Hermide, Moldes, Mosteiros, Peñacaira, Quintela, Serviz und Vegas do Seo.

## Geografie
Barjas liegt etwa 110 Kilometer westlich von León in einer Höhe von ca. 845 m.

## Bevölkerungsentwicklung
| Jahr        | 1900 | 1950 | 1970 | 1981 | 1991 | 2001 | 2011 | 2021 |
| ----------- | ---- | ---- | ---- | ---- | ---- | ---- | ---- | ---- |
| Einwohner   | 2357 | 2205 | 1397 | 775  | 714  | 368  | 230  | 168  |
| Quelle: INE |      |      |      |      |      |      |      |      |

## Sehenswürdigkeiten
- Marinenkirche von Barjas

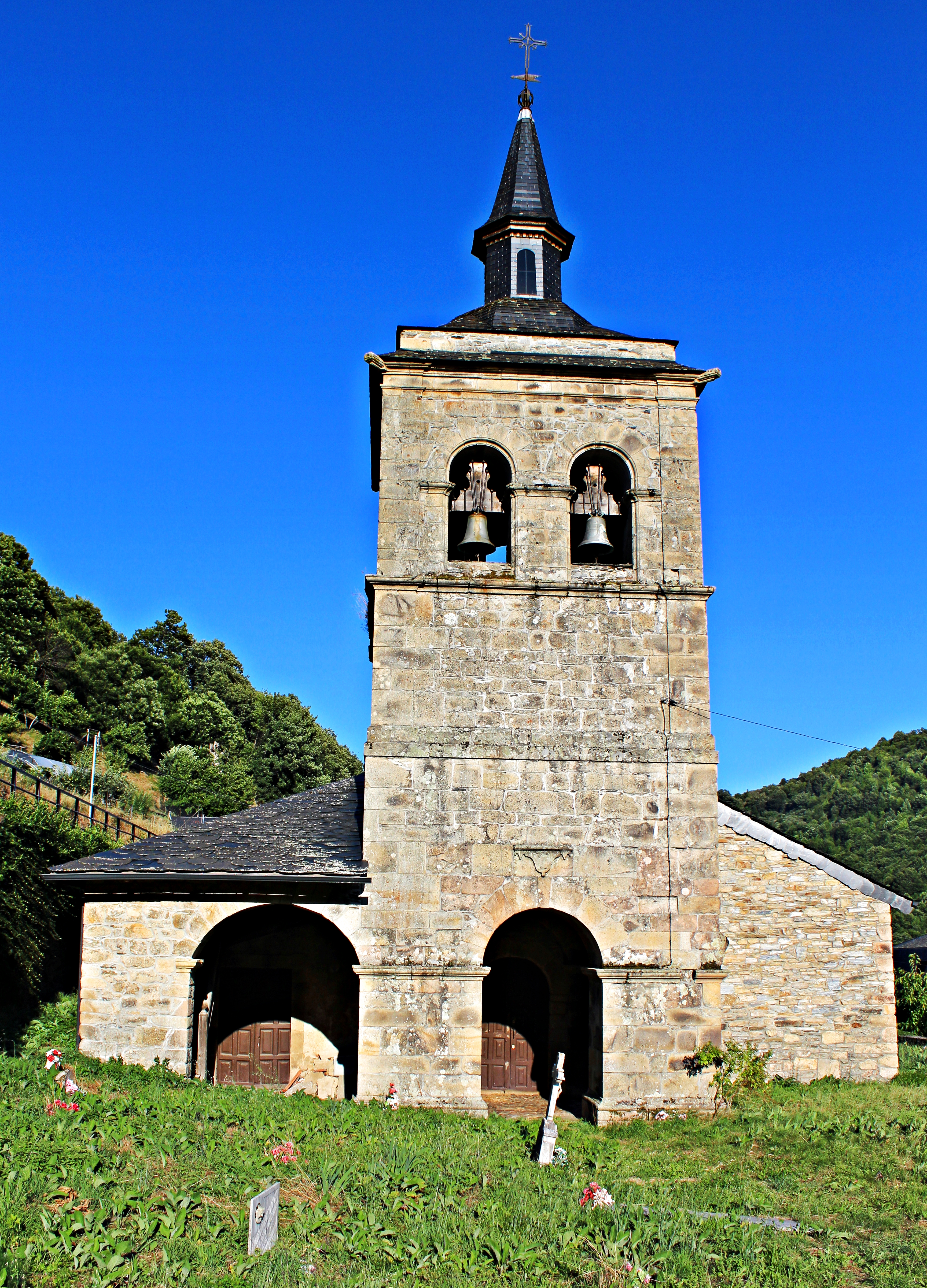
Marinenkirche
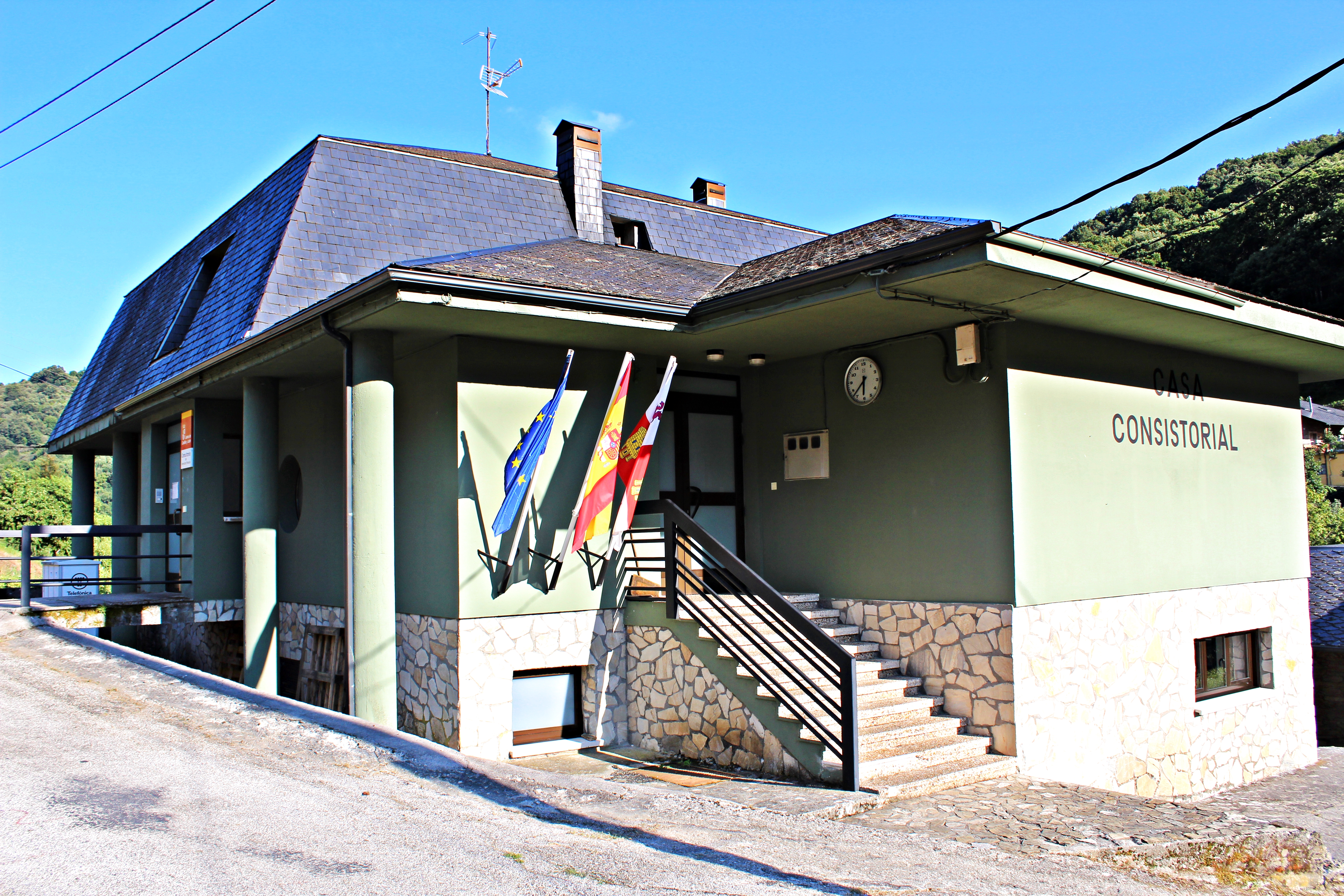
Rathaus